# Міхеєшть (Вилча)
Міхеєшть, Міхеєшті (рум. Mihăești) — село у повіті Вилча в Румунії. Входить до складу комуни Міхеєшть.
Село розташоване на відстані 160 км на північний захід від Бухареста, 14 км на південний захід від Римніку-Вилчі, 84 км на північний схід від Крайови, 128 км на південний захід від Брашова.

## Населення
За даними перепису населення 2002 року у селі проживали 693 особи, усі — румуни. Усі жителі села рідною мовою назвали румунську.